# Décès en 1500
Décès
- 1496
- 1497
- 1498
- 1499
- 1500
- 1501
- 1502
- 1503
- 1504

Cette page dresse une liste de personnalités mortes au cours de l'année 1500, présentée dans l'ordre chronologique :
- 17 février : Guillaume III de Hesse, landgrave de Haute-Hesse[1].
- 11 avril : Michel Marulle.
- 12 avril : Léonard de Goritz, dernier comte de Goritz et stathouder de Lienz.
- 29 mai: Bartolomeu Dias, navigateur portugais, premier à contourner le Cap de Bonne-Espérance (anciennement Cap des Tempêtes).
- 18 août : Alphonse d'Aragon, second mari de Lucrèce Borgia, assassiné.
- 15 octobre: John Morton, archevêque de Cantorbéry.
- Après le 27 octobre : Jean de Foix, né vers 1446, vicomte de Narbonne[2].
- Jean de Gascogne, né vers 1425-1430, crieur public[3].

## Crédit d'auteurs
- Cet article est partiellement ou en totalité issu de l'article intitulé « 1500 » (voir la liste des auteurs).